# اچ‌ام‌اس اوفلیا (۱۹۱۵)
اچ‌ام‌اس اوفلیا (۱۹۱۵) (به انگلیسی: HMS Ophelia (1915)) یک کشتی بود که طول آن ۲۶۹ فوت (۸۲ متر) بود. این کشتی در سال ۱۹۱۵ ساخته شد.